# Анисимов Павло Олексійович
Павло Олексійович Анисимов (нар. 1904, місто Ростов-на-Дону, Область Війська Донського, тепер Ростовська область, Російська Федерація — 1941, пропав безвісти на фронті) — радянський партійний діяч, 2-й секретар Орловського обкому ВКП(б). Депутат Верховної Ради СРСР 1-го скликання.

## Біографія
Народився в родині робітника-модельника. У 1916 році закінчив початкову школу, а в 1917 році — один клас ремісничої школи.
У серпні 1918 — січні 1919 р. — підручний ливарника на чавунно-ливарному заводі Газієва у місті Грозному. У лютому — квітні 1919 р. — підручний токаря на механічному заводі Чубоксарова у місті Грозному. У квітні 1919 — грудні 1923 р. — токар на Грозненському чавунно-ливарному і механічному заводі «Красный молот». У 1923 році вступив до комсомолу. У січні — квітні 1924 р. — безробітний. У квітні — листопаді 1924 р. — токар на Грозненському чавунно-ливарному і механічному заводі «Красный молот».
У листопаді 1924 — червні 1928 р. — студент робітничого факультету в місті Грозному.
Член ВКП(б) з квітня 1926 року.
У червні — вересні 1928 р. — голова бюро пролетарського студентства при Грозненській окружній раді профспілок.
У жовтні — грудні 1928 р. — студент Ленінградського гірничого інституту. У січні — березні 1929 р. — безробітний. У квітні 1929 — квітні 1930 р. — токар, у травні — жовтні 1930 р. — завідувач агітаційно-пропагандистського відділу партійного комітету заводу, у жовтні 1930 — лютому 1932 р. — завідувач організаційно-інструкторського відділу партійного комітету ВКП(б) Ленінградського машинобудівного і сталеливарного заводу «Більшовик». У лютому — грудні 1932 р. — секретар партійного комітету ВКП(б) Ленінградського машинобудівного заводу імені Ворошилова.
У січні 1933 — січні 1934 р. — голова Володарської районної ради профспілок міста Ленінграда. У лютому — грудні 1934 р. — інструктор Володарського районного комітету ВКП(б) міста Ленінграда.
У грудні 1934 — червні 1937 р. — секретар партійного комітету ВКП(б) Ленінградського машинобудівного заводу імені Ворошилова. У червні — жовтні 1937 р. — 2-й секретар Володарського районного комітету ВКП(б) міста Ленінграда.
У жовтні 1937 — липні 1938 р. — 2-й секретар Організаційного бюро ЦК ВКП(б) по Орловській області, 2-й секретар Орловського обласного комітету ВКП(б).
У другій половині 1938 року заарештований органами НКВС, виключений із партії. На початку 1939 року звільнений із ув'язнення та у квітні 1939 року відновлений у членах ВКП(б).
У квітні 1939 — 1941 р. — контрольний майстер Невського машинобудівного заводу імені Леніна у Ленінграді.
З 1941 року — у Червоній армії: в розпорядженні Військової ради Ленінградського фронту, старший політрук. Учасник німецько-радянської війни. Пропав безвісти на фронті у вересні 1941 року.

## Нагороди
- ордени
- медалі